# Emil Heilborn (företagsledare)
Emil Oskar Heilborn, född 29 september 1857 i Stockholm, död där 4 april 1940, var en svensk företagsledare.
Emil Heilborn var son till kaptenen Daniel Lazarus Heilborn och grevinnan Emilie Dorothea Gustava Cronhielm af Hakunge. Han fick teknisk utbildning som elev vid Motala Verkstad 1875–1876 och genomgick Filipstads bergsskola 1877–1878. 1878 reste han till Ryssland och var först gjutare vid Nobels verkstad i Sankt Petersburg. Efter en tid grundade han egen verksamhet där och innehade under 35 år en exportaffär för aspvirke till skandinaviska och brittiska tändsticksfabriker, och under 20 år drev han egna papp- och pappersfabriker. Han anlade även i samarbete med Barnängens Tekniska Fabrik en fabrik för tillverkning av skrivbläck, som han förestod i 25 år. 
Heilborn var 1918 chef för svenska beskickningen i Petrograd och generalkonsulatets i Moskva avdelning B för tillvaratagande av vissa krigförande makters intressen, vilket likvidationsarbete han fortsatte att leda i Stockholm 1919–1921. 1922–1924 var Heilborn chef för Utrikesdepartementets B-avdelning och erhöll vid sitt avsked generalkonsuls namn. Under sina sista år var han verksam som affärsman i Stockholm. Under sin tid i Sankt Petersburg var han under 25 år Mexikos generalkonsul i Ryssland och mångårig ordförande i Svenska föreningen i Sankt Petersburg. Heilborns verksamhet som affärsman och legationstjänsteman var under början av 1900-talet av stor betydelse för Sveriges relationer med Ryssland. Bland annat fick han som tack för visade tjänster och genom speciellt tillmötesgående från de makthavande föra över legationens arkiv till Sverige.